# Beijing BJ80
Beijing Auto BJ80 (кит. 北京BJ80) — среднеразмерный люксовый внедорожник, выпускаемый с ноября 2016 года компанией Beijing Automobile Works под брендом BAIC Motor.

## История
О разработке BJ80 стало известно 28 ноября 2011 года, когда на шпионских фотографиях был обнаружен концепт-кар, первоначально называвшийся BJ80V. Патент на автомобиль был обнародован 15 февраля 2012 года. Двигатели BJ80VJ, разработанные на основе двигателей Nissan 2.0/2.2, сочетались в паре с шестиступенчатой механической трансмиссией.
Китайские СМИ сообщили, что разработка BJ80 началась в 2012 году с BJ80V, предназначенного для гражданского рынка, а BJ80VJ — для Народно-освободительной армии Китая и других правительственных учреждений с начальной ценой в 200000 юаней. BJ80V дебютировал в апреле 2012 года на Пекинском автосалоне в качестве концепт-кара.
Ассоциация PLA объявила, что BJ80 будет задействован в различных ролях, включая командные, вспомогательные и разведывательные.
4 ноября 2013 года стало известно, что PLA разрабатывает боевую машину воздушного базирования на шасси внедорожника. Сообщалось, что поставки военного внедорожника начались в начале 2016 года с маркировкой Yongshi (勇士, «Храбрый воин») на задней двери внедорожника.
30 декабря 2013 года появилась информация о том, что BJ80 может быть оснащён 2,0-литровым турбодвигателем Saab. Позже было подтверждено, что автомобиль будет оснащён 2,3-литровым бензиновым турбодвигателем Saab.
Ещё один концепт-кар, BAIC BJ80, был представлен в апреле 2014 года на Пекинском автосалоне. Компания BAIC объявила, что во время мероприятия BAS автомобиль будет называться BJ80C. Цена была объявлена на уровне 300000 юаней.
Использование 2,8-литрового двигателя вместо 3,2-литрового дизельного двигателя было окончательно согласовано компанией BAIC, однако первый двигатель должен был применяться в автомобилях PLA. Во время показа представители BAIC заявили, что в демонстрационном автомобиле используется двигатель 4.0 V8 с автоматической коробкой передач.
BJ80C был представлен в 2015 году на Шанхайском автосалоне. На выставке также был представлен автомобиль BJ80C Safari.
22 ноября 2016 года на автосалоне в Гуанчжоу компания BAIC представила версию BJ80 Riot Control Car, поставляемую только по специальным заказам. Автомобиль был произведён в сотрудничестве с американским производителем запчастей Transamerican Auto Parts, который продаёт запчасти для джипов и других внедорожников.
20 апреля 2017 года на выставке Auto Shanghai 2017 компания Protean Electric представила прототип автомобиля BJ80 PHEV, чтобы продемонстрировать потенциальным покупателям его пригодность в качестве электромобиля.
Военные варианты внедорожника оснащаются 2,8-литровым четырёхцилиндровым дизельным двигателем Cummins ISF мощностью 160 л. с. и крутящим моментом 360 Н·м. В стандартной комплектации автомобили оснащены навигационной спутниковой системой «Бэйдоу».

Конкурентом является Mercedes-Benz G-класс.

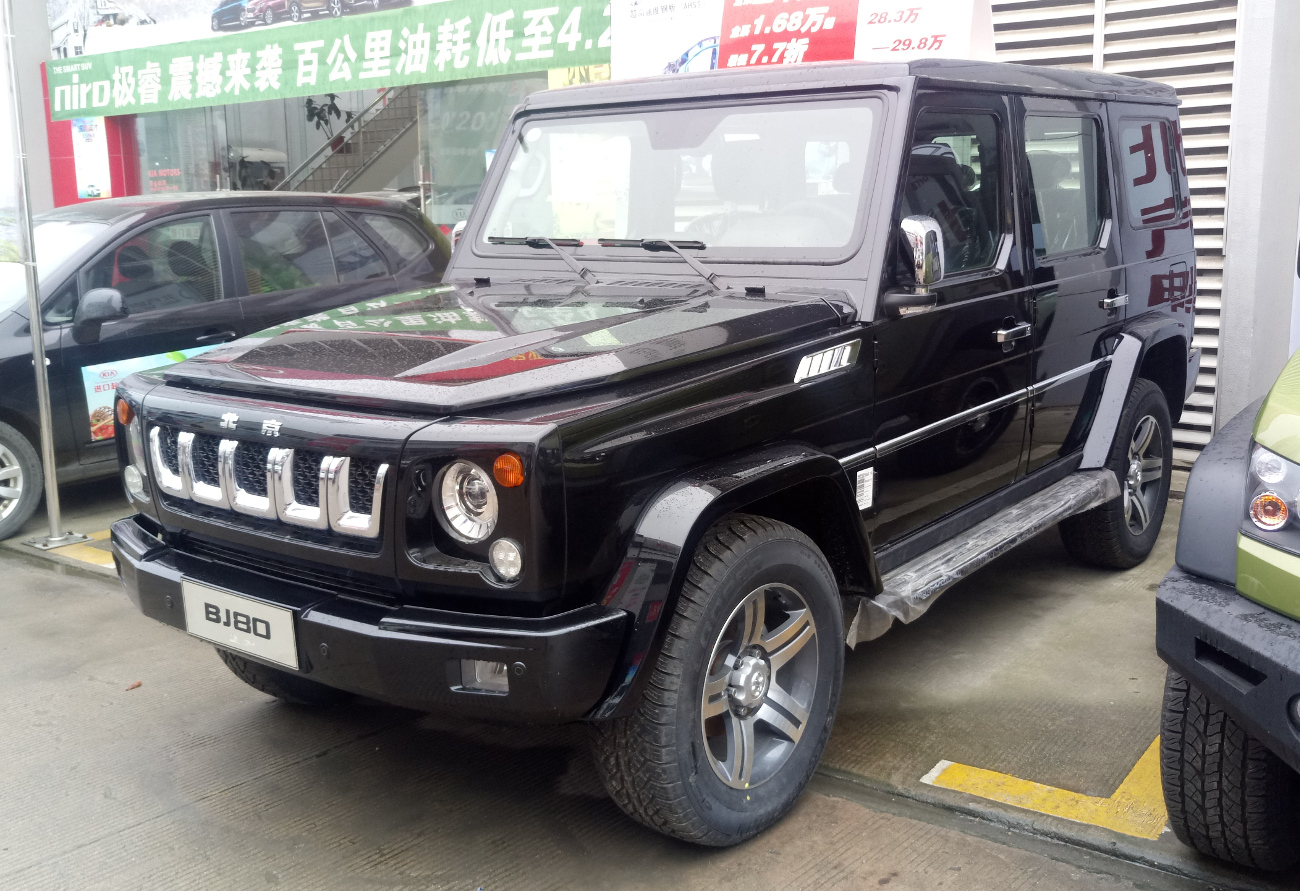
Beijing BJ80
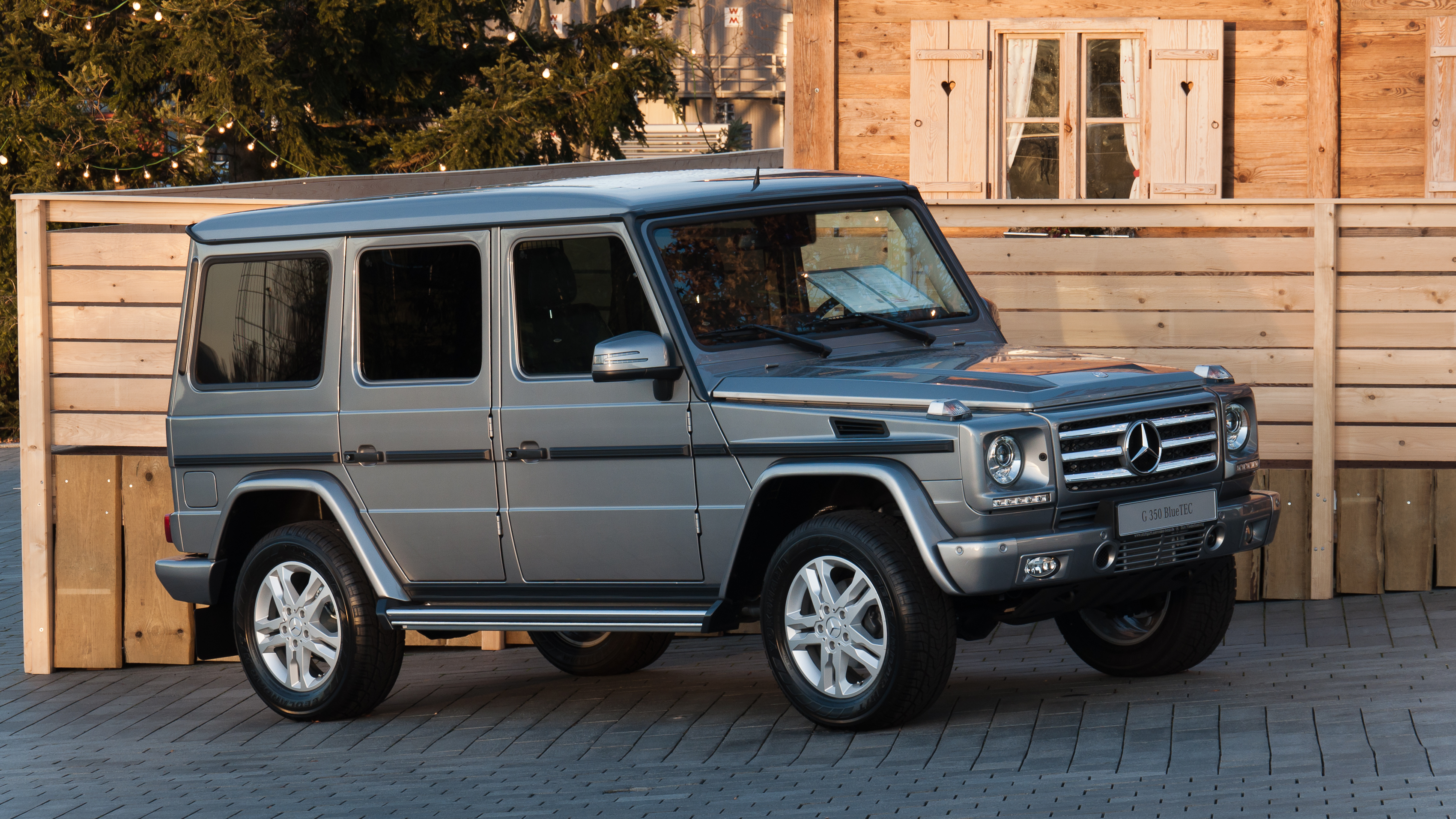
Mercedes-Benz G-класс

### Первое поколение (2016—2019)

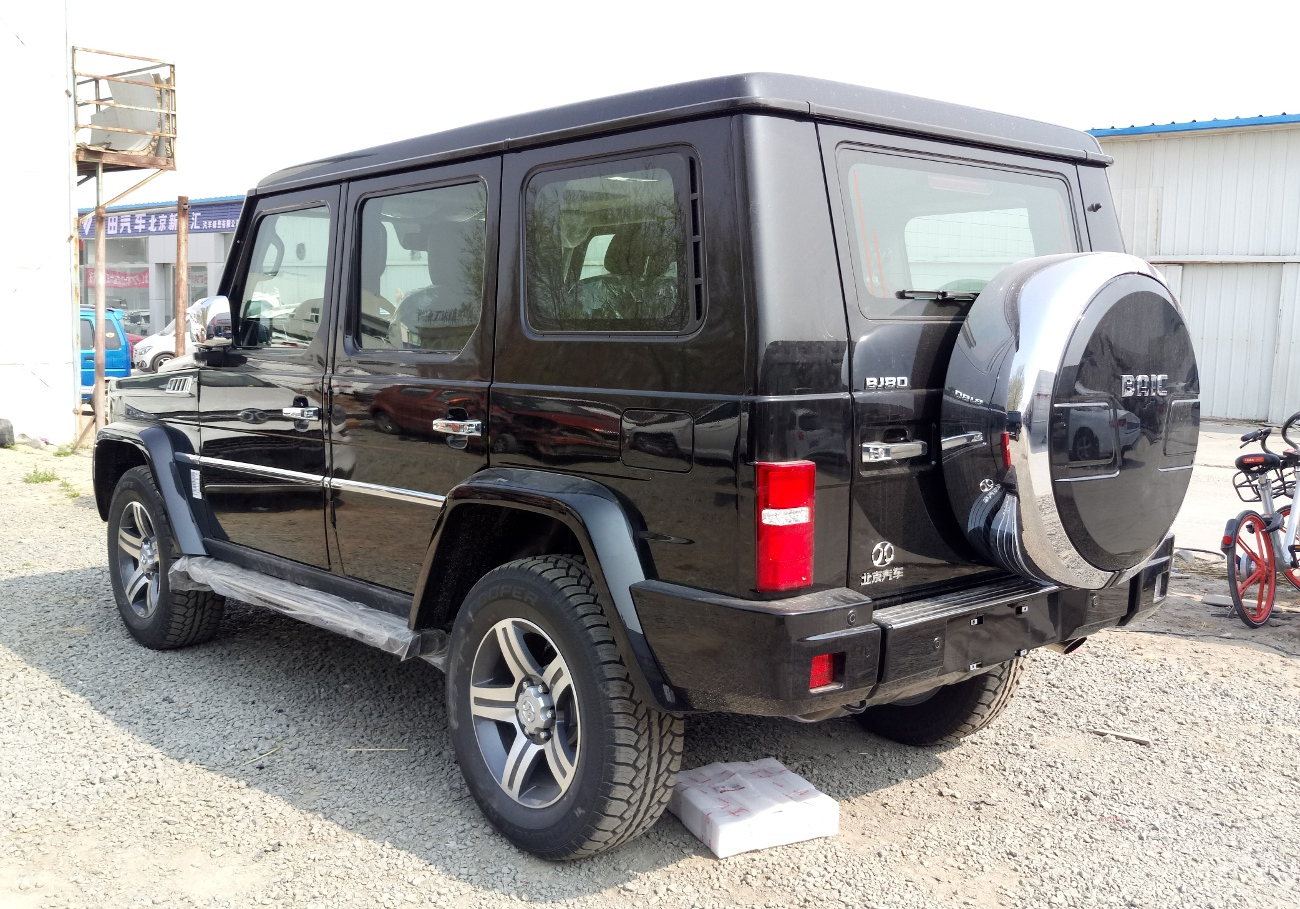
Вид сзади

16 февраля 2016 года стало известно, что BJ80D был замечен на дорогах Китая, будучи оснащённым дизельным двигателем. BJ80 оснащён 2,8-литровым турбодизельным двигателем мощностью 163 л. с. в паре с шестиступенчатой механической трансмиссией или же 2,3-литровым бензиновым турбодвигателем мощностью 250 л. с. в паре с шестиступенчатой механической или автоматической трансмиссией. Механическая и автоматическая трансмиссии имеют заднюю передачу в верхнем левом углу с переключателем дискового типа для переключения с высокой на низкую передачу в нижней правой части рычага переключения передач.
BJ80 был запущен в производство 3 ноября 2016 года без буквы C в названии.
26 декабря 2016 года была представлена люксовая версия BAIC BJ80 с обновлёнными передними и задними бамперами, сплавами, красными тормозами, капотом с воздухозаборником и двумя отдельными задними сиденьями вместо трёхместного дивана.
30 июля 2017 года BJ80 был представлен на 90-летии PLA в качестве транспортного средства Си Цзиньпина для общего осмотра.

#### Производные модели

##### 6x6
24 апреля 2018 года на Пекинском автосалоне компания BAIC представила версию BJ80 с колёсной формулой 6x6.

##### SVOS 80
На выставке IDET 2017 чешская компания SVOS представила модель SVOS 80, разработанную в сотрудничестве с BAIC. SVOS 80 планируется предложить на экспорт по всей Европе. Также существуют планы по продаже внедорожника для военного использования за пределами Китая. По данным SVOS, автомобиль был разработан для того, чтобы предоставить дешёвую альтернативу Land Rover Defender.
SVOS 80 оснащён 2,8-литровым четырёхцилиндровым дизельным двигателем Cummins, соответствующим требованиям по выбросам EURO 4, развивающим мощность 120 кВт и крутящий момент 340 Н·м. Двигатель сочетается в паре с восьмиступенчатой автоматической трансмиссией ZF и двухступенчатой раздаточной коробкой с выбираемым полным приводом.

##### IVM G80
11 декабря 2017 года компания Innoson Vehicle Manufacturing объявила о разработке IVM G80 для африканского рынка. Автомобиль оснащён 2,4-литровым двигателем Mitsubishi 4G69S4N с максимальной скоростью 99 миль в час.
По состоянию на 2020 год розничная цена G80 составляет 27 825 000 фунтов стерлингов.

### Второе поколение (2020 — настоящее время)
18 июня 2020 года компания BAIC представила модель BJ80 с двигателем 3.0 V6 и восьмиступенчатой автоматической трансмиссией. Его розничная цена составляет 350 000 юаней.
В апреле 2024 года BJ80 начал продаваться на филиппинском рынке под индексом B80.

## Операторы
- Китай[37]
- Нигерия (G80)

### Негосударственные субъекты
- Объединённая армия государства Ва

## Модификации
- BJ80C (снят с производства).

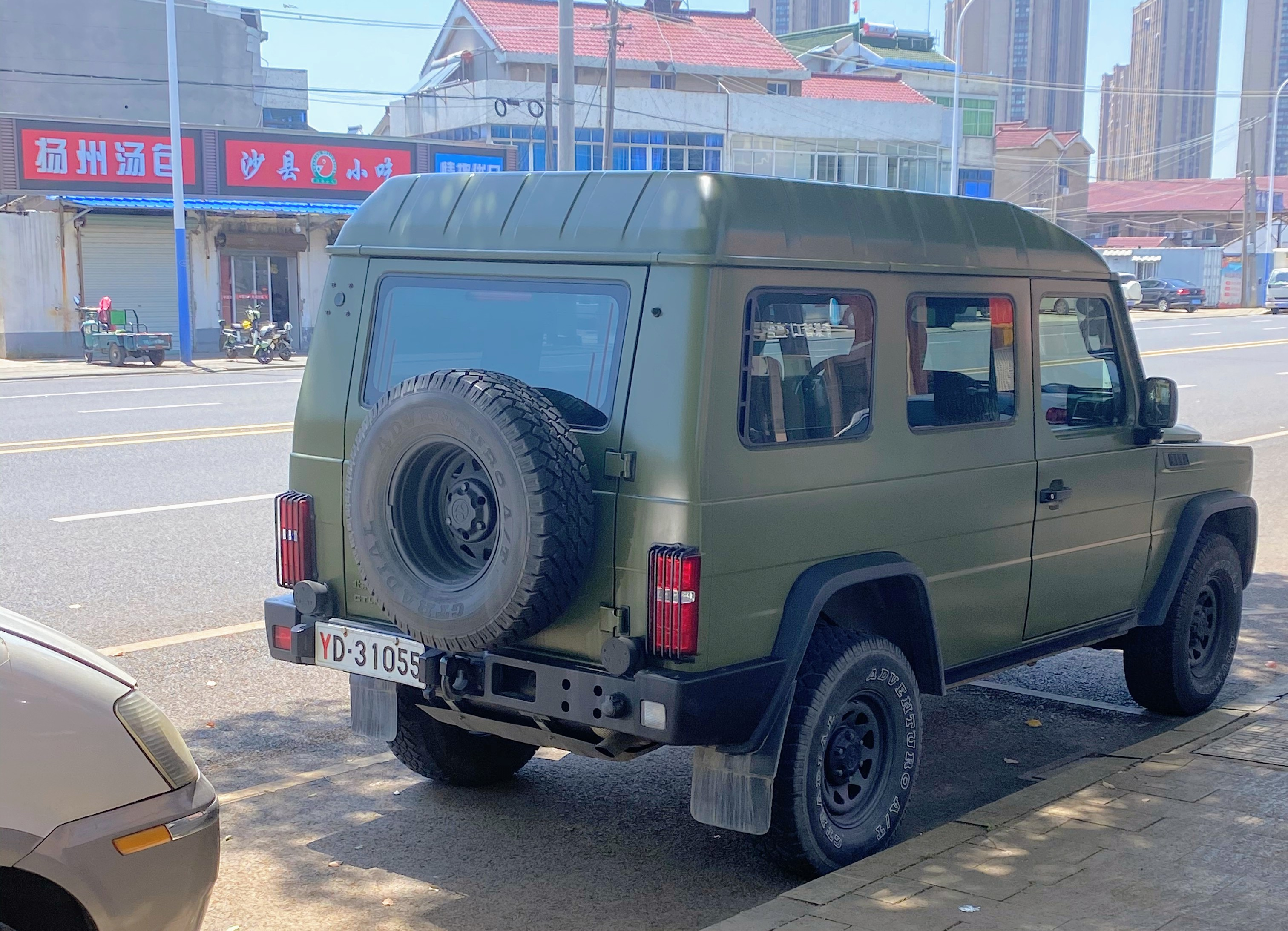
Beijing BJ80J CTL-151B

- BJ80D. Версия BJ80 с дизельным двигателем.
- BJ80V[38]. Концептуальный внедорожник для гражданского использования.
- BJ80VJ. Концептуальный внедорожник для PLA с двигателями Nissan 2.0/2.2.
- BJ80J[39]. Базовая военная версия BJ80. Выпускается в кузовах фаэтон, хардтоп и пикап.
  - CTL-151A[40]. Пятидверная версия BJ80 с вместимостью четыре пассажира плюс один водитель.
  - CTL-151B. Трёхдверная версия BJ80 с вместимостью более семи пассажиров и поднятой крышей.
- SVOS 80. Чешская версия BJ80, созданная в рамках совместного предприятия BAIC и SVOS с двигателем Cummins.
- Riot Control Car. Бронемашина со стальной и кевларовой обшивкой.